# Dieta
Dieta (z řeckého diaita, Δίαιτα – strava) je řízený příjem pokrmů a tekutin za účelem dosažení specifického cíle. Slovo dieta se může používat ve několika rozdílných významech: nemocniční (oficiální) diety, redukční diety na hubnutí, diety za účelem udržení nějakého zdravotního stavu, diety za účelem změny zdravotního stavu, diety jako dlouhodobého stravovacího systému (podepřený nějakým názorem nebo filozofií).

## Nemocniční dieta
Nemocniční diety jsou předepisovány pro dosažení lékařských cílů, například bezsodíkové diety či diety bez soli. Jiné diety naopak míří na nárůst tělesného tuku či svalové hmoty.

## Redukční dieta
Redukční (nízkoenergetická) dieta je dieta, jejímž cílem je redukce tělesné hmotnosti, je základním prostředkem léčby nadváhy a obezity. Nejběžnější cíl držení diety je ztráta nadbytečného tělesného tuku, zhubnutí; účinná redukční dieta by měla rovnoměrně omezit tukové tkáně v těle. Často je však držena i osobami, nejčastěji mladými dívkami, které sice nadváhou netrpí, ale díky módnímu diktátu vychrtlosti nabývají pocitu nutnosti zhubnout.
Úbytek váhy může být způsoben nejen ztrátou tuku, ale i vody nebo svalů. Proto neplatí přímá úměra mezi obsahem tuku a tělesnou váhou. Ztrátu svalů během hubnutí lze omezit cvičením a optimálním výběrem potravy. Nesprávně prováděná dieta může být i zdraví nebezpečná. Nesprávně prováděná dieta může mít také opačný efekt, kdy po zhubnutí opět dochází k tvorbě tukových zásob, tzv. „jojo efekt“. Návrat k výživné stravě však může být horší než nepraktikování diety.
Lidé potřebují výživné látky jako jsou bílkoviny, tuky, sacharidy, vitamíny, minerály a voda. Esenciální aminokyseliny (složky bílkovin) jsou potřeba pro tvorbu buněk, především svalových. Esenciální mastné kyseliny jsou potřeba pro tvorbu mozkových buněk. Vitamíny a minerály jsou nutné pro mnoho funkcí. Celkové množství energie se liší podle věku jedince. U dospělých lidí je optimální příjem 1200–1500 kilokalorií denně.
Redukční dieta je realizována snížením energetického příjmu v konzumované potravě, dle současných dostupných studií vyplývá, že nejúčinnějším způsobem hubnutí je snížení příjmu energie a správné rozložení živin. Takto formulovaná strava je efektivní i při minimální fyzické aktivitě. Změna zastoupení základních živin ve prospěch bílkovin na úkor sacharidů – v poměru bílkoviny: tuky:sacharidy 30:30:40. Rovněž formulace jídelníčku by měla být taková, aby přítomné sacharidy v jednotlivých pokrmech měly co možná nejnižší glykemický index. Při omezení denního energetického příjmu o 500 až 1000 kcal by se úbytek hmotnosti měl pohybovat okolo 2 až 4 kilogramů za měsíc, při omezení o 1000 až 1500 kcal (denní energetický příjem okolo 1000 kcal) 4 až 6[zdroj?]. Krátkodobě, obzvláště při vyšším stupni obezity, je možné snížit energetický příjem na 500 až 800 kcal[zdroj?]. Taková dieta by však neměla trvat déle než jeden měsíc.
Důležité při redukční dietě je vyhnout se průmyslově zpracovávaným potravinám. Často obsahují potravinářské přídatné látky (aditiva), vysoké množství soli, cukru. Jejich konzumace je spojena s zvýšeným rizikem rakoviny a různých civilizačních chorob jako obezita nebo cukrovka. Průmyslově zpracované potraviny kromě toho narušují mikrobiom trávicího systému a zásadně ovlivňují hormonální reakci na jídlo.

## Úskalí diet
Masmédii nabízené metody hubnutí bez lékařského dohledu vedou k jojo efektu a poruchám příjmu potravy, jakými jsou např. bulimie, anorexie či neuróza z hladovění.  Bylo spočítáno, že Američanům bylo do roku 1982 předloženo 29 068 různých diet a metod na zhubnutí. Jejich účinnost je pochybná, například jedna z diet (Atkinsova) doporučuje  hranolky a hamburgry. Trh s dietami prosperuje, ale změnou stravování a životního stylu zhubnost lze i bez diet.

## Dělená strava
Vychází z předpokladů, že bílkoviny vyžadují v žaludku prostředí kyselé, kdežto sacharidy zásadité[zdroj?]. Proto se v jídle nemají vyskytovat bílkoviny se sacharidy dohromady (zelenina s jednou složkou) aby tak nedocházelo k neutralizaci trávicích šťáv (kyselé a zásadité prostředí se neutralizuje), a tudíž nedocházelo k poruše trávicího procesu. V případě neutralizace by se nemohly účelně rozkládat ani tuky, ani bílkoviny, takže by sacharidy kvasily a bílkoviny hnily, za vzniku pro tělo jedovatých – neboli toxických zbytků, z čehož je odvozen název této otravy – toxémie[zdroj?].

## Další diety
- Bezlepková dieta
- Dukanova dieta
- Krabičková dieta
- Paleolitická dieta
- Breussova dieta
- Proteinová dieta
- Mayrova dieta
- Whole30
- Ketogenní dieta
- Nízkosacharidová dieta
- Vegetariánská dieta
- Přerušované hladovění (angl. Intermittent fasting, IF) souhrnně označuje všechny diety, při kterých je období normálního příjmu potravy cyklicky střídáno s různě dlouhým obdobím dobrovolného hladovění.